# Diodore d'Aspendos
Pour les articles homonymes, voir Diodore.
Diodore d'Aspendos ou encore Diodorus d'Aspendus était un pythagoricien actif vers 380 av. J.-C..

## Biographie
Diodore d'Aspendos faisait certainement partie des pythagoriciens « acousmaticiens », c'est-à-dire – par opposition aux pythagoriciens mathématiciens – de ceux qui privilégiaient la morale, le mode de vie. Les auteurs anciens décrivent un homme végétarien, avec les cheveux longs et la barbe longue, portant (avant les cyniques) le costume du philosophe : une besace, un bâton (mais pas le manteau) ; il marchait (avant Socrate) pieds nus ; il ne se lavait pas par refus rituel des bains. Il est antérieur aux cyniques (Antisthène et Diogène de Sinope), et Sosicrate déclare que son apparence est nouvelle parmi les pythagoriciens. Plusieurs pythagoriciens, moqués par les auteurs de la Moyenne comédie, vivront ainsi.

### Témoignages antiques
- Diogène Laërce, Vies, doctrines et sentences des philosophes illustres [détail des éditions], VI, 13.
- Athénée, Deipnosophistes [détail des éditions] (lire en ligne), IV, 163c-f. Témoignages de Stratonicos, Archestratos, Timée, Sosicrate (mort vers 350 av. J.-C.)

### Études
- Paul Tannery, Mémoires scientifiques, t. VII (1896), p. 201-210 : "Sur Diodore d'Aspende".
- Walter Burkert, Lore and Science in Ancient Pythagoreanism (1962), trad. de l'all. en an., 1972, Harvard University Press, p. 202-205.
- Dictionnaire des philosophes antiques, CNRS, t. II, p. 783.